# Samir Rasslan
Samir Rasslan (Dourados, 5 de abril de 1944) é um médico brasileiro.
Foi eleito membro da Academia Nacional de Medicina em 2012, cupando a Cadeira 63, que tem Vicente Cândido Figueira de Saboia como patrono.